# NGC 2265
NGC 2265 ist ein Asterismus im Sternbild Gemini.
Das Objekt wurde am 23. Januar 1832 vom britischen Astronomen John Herschel entdeckt.